# Мах, Вильгельм
Вильгельм Мах (26 декабря 1916, Каменка Австро-Венгрия (ныне Подкарпатское воеводство, Польша) — 2 июля 1965, Варшава) — польский писатель, эссеист и литературный критик, публицист, сценарист. Член Союза польских писателей (с 1948). Лауреат Государственной премии ПНР (1964).

## Биография
Из крестьян. В 1938 году окончил государственное педагогическое училище в Кракове. После года военной службы в 1939 году — пехотную школу. Участник Второй мировой войны. Воевал во время польской кампании против вермахта в 1939 году.
После окончания войны в 1945 году поступил на факультет гуманитарных наук (польская филология) Ягеллонского университета, который окончил в 1947 году.
В 1945—1946 годах был членом литературной группы «Inaczej». В 1945—1950 годах работал ответственным секретарём редакции краковского журнала «Twórczość».
Опубликовал в нём ряд рассказов и литературных обозрений. Сотрудничал также с «Odrodzeniе» (1945—1947) и «Dziennik Literacki» (1947—1950). С 1945 года — член молодёжной секции Краковского отделения Профессионального союза польских литераторов (с 1949 года Союз польских писателей).
С 1947 по 1948 год — стипендиат французского правительства в Париже. С 1950 года жил в Варшав. Он был литературным консультантом Дома Польской армии. В 1950—1958 годах редактировал еженедельный журнал «Nowa Kultura». С 1958 года — руководитель литературного отдела киностудии.
Побывал в СССР и Индии (1956), несколько раз в Болгарии (1958) и в 1961 году в США.
Был наставником многих молодых писателей.
Умер в результате несчастного случая. Похоронен в Варшаве на кладбище Воинские Повонзки.

## Творчество
Как прозаик дебютировал в 1945 году.
Для романов В. Маха «Ржавчина» (1947, опубликован в 1950), «Дом Явора» (1954; Государственная премия ПНР, 1955; русский перевод 1956), «Жизнь большая и малая» (1959; Премия Лодзинского издательства, 1958), «Агнешка, дочь Колумба» (1964, Государственная премия ПНР, 1964; русский перевод 1969, 1973) характерны острая постановка этических и общественных проблем, интерес к психологии героев.
Автор экспериментального прозаического произведения «Горы у Чёрного моря» (1961). Выступал как новеллист, критик и публицист.
Произведения В. Маха переведены на болгарский, венгерский латышский, литовский, молдавский, немецкий, русский, украинский языки.

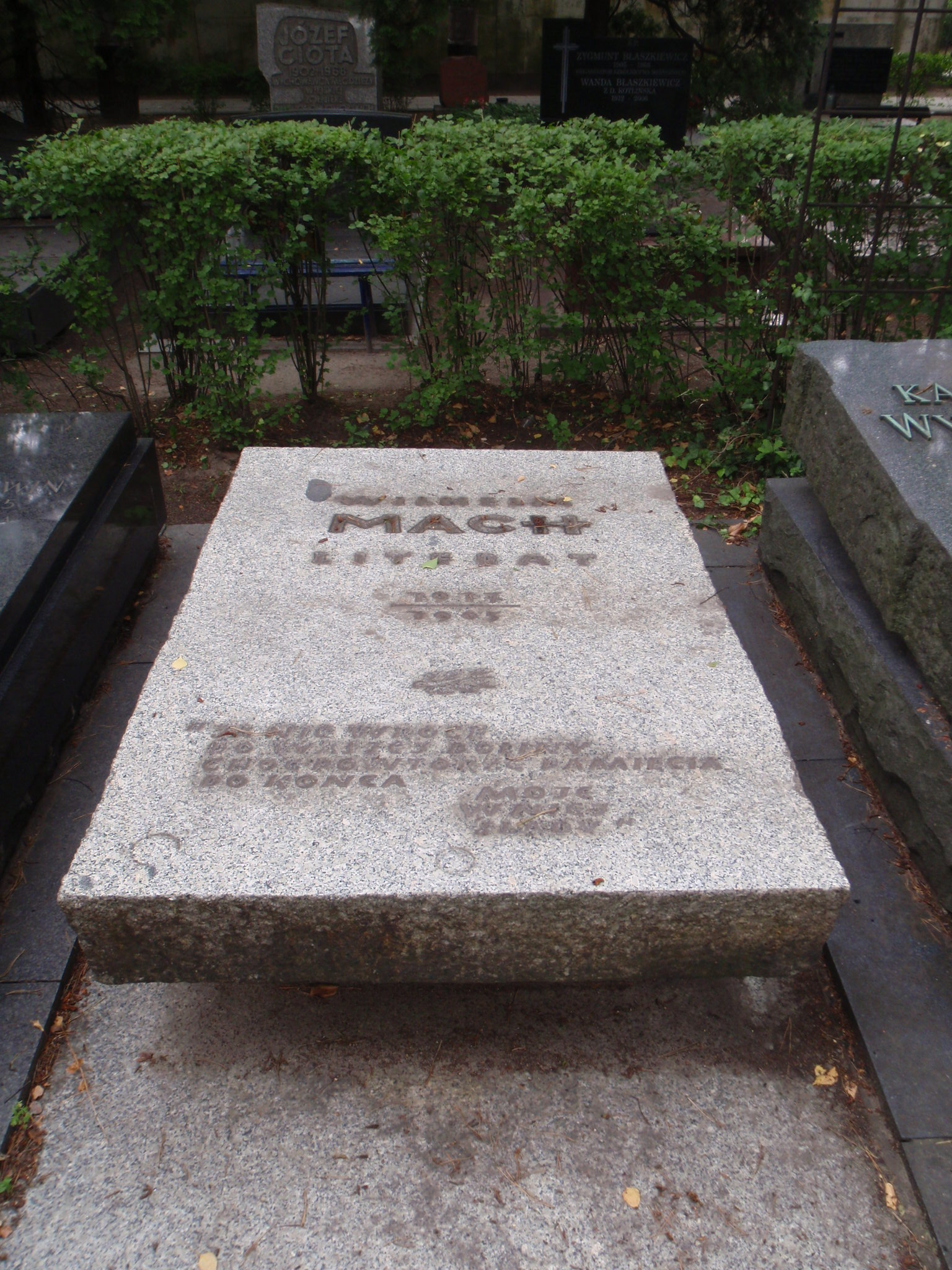
Могила В. Маха на кладбище Воинские Повонзки в Варшаве

## Избранные произведения
Повести и романы
- Ржавчина / Rdza, 1950
- Дом Явора / Jaworowy dom, 1954
- Жизнь большая и малая / Życie duże i małe, 1959
- Горы у Чёрного моря / Góry nad czarnym morzem, 1961
- Агнешка, дочь Колумба / Agnieszka, córka Kolumba, 1964

Рассказы
- Без четверти весна / Za kwadrans wiosna, 1978

Киносценарии
- До свидания, до завтра / Do widzenia, do jutra, 1960
- Агнешка / Agnieszka 46, 1964

## Награды
- Кавалерский крест Ордена Возрождения Польши
- Первая премия Лодзинского издательства
- Государственная премия ПНР (1964)[1]

## Память
- После смерти В. Маха в Польше была учреждена ежегодная премия его имени за лучший литературный дебют (1968—1981).